# Marcelo Elizaga
Marcelo Ramón Elizaga Ferrero (Morón, 19 aprile 1972) è un ex calciatore ecuadoriano, di ruolo portiere.